# Motobloc Type ND
Der Motobloc Type ND ist ein Pkw-Modell aus der Zeit vor dem Ersten Weltkrieg. Hersteller war Motobloc im französischen Bordeaux.

## Beschreibung
Die Produktion begann je nach Quelle 1909 oder 1910. Als Produktionsende ist übereinstimmend 1914 angegeben. Allerdings kann es sein, dass nach Ende des Ersten Weltkriegs noch einige Fahrzeuge gefertigt wurden.
Die Fahrzeuge haben einen wassergekühlten Vierzylindermotor. 90 mm Bohrung und 160 mm Hub ergeben 4072 cm³ Hubraum. Die Wagen wurden bis 1911 auch 24 CV und danach 16 CV Spécial genannt, wobei CV für Cheval fiscal steht. Der Motor ist vorn im Fahrgestell eingebaut. Er treibt über ein Vierganggetriebe und eine Kardanwelle die Hinterachse an. Bekannt sind offene Tourenwagen.
Ein Fahrzeug existiert noch in Argentinien.

## Nutzfahrzeugvariante
Auf dieser Basis gab es den Type NDC als Nutzfahrzeug. Bekannt ist nur die Ausführung Type NDC 4. Der Motor hat dieselben Abmessungen.